# Tracks
Tracks je box set Brucea Springsteena objavljen 1998. Springsteen je imao mnogo pjesama koje nikad nije uvrstio na albume čime je postao jedan od vodećih bootleg glazbenika. Ovaj box set uključuje mnoge pjesme koje nikad nisu bile objavljene, kao i alternativne verzije nekih drugih.

## Povijest
Kolekcija počinje sa Springsteenovom audicijom pred Johnom Hammondom, legendarnim producentom koji je otkrio Boba Dylana, a uključuje uglavnom neobjavljene materijale kao i rijetke B-strane. Springsteen je imao običaj producirati albume koji su tematski povezani iako ne striktno konceptualni; tako su neke pjesme koje se "nisu uklapale" ostale neobjavljene.
Box set s četiri diska kasnije je skraćen u album nazvan 18 Tracks.
Nekoliko neobjavljenih pjesama često je izvođeno na turneji Springsteena i E Street Banda 1999. i 2000. Među njima su i "My Love Will Not Let You Down", "I Wanna Be With You" i "Where the Bands Are".

## Popis pjesama
Tekstovi i glazba: Bruce Springsteen. 
| 1.  | »Mary Queen of Arkansas«              | Studio CBS-a u New Yorku, 3. svibnja 1972.        | 4:30 |
| 2.  | »It's Hard to Be a Saint in the City« | Studio CBS-a u New Yorku, 3. svibnja 1972.        | 2:57 |
| 3.  | »Growin' Up«                          | Studio CBS-a u New Yorku, 3. svibnja 1972.        | 2:42 |
| 4.  | »Does This Bus Stop at 82nd Street?«  | Studio CBS-a u New Yorku, 3. svibnja 1972.        | 2:05 |
| 5.  | »Does This Bus Stop at 82nd Street?«  | Studio CBS-a u New Yorku, 3. svibnja 1972.        | 2:05 |
| 6.  | »Bishop Danced«                       | Max's Kansas City (uživo), 19. veljače 1973.      | 4:23 |
| 7.  | »Santa Ana«                           | 914 Sound Studios, 28. lipnja 1973.               | 4:39 |
| 8.  | »Seaside Bar Song«                    | 914 Sound Studios, 28. lipnja 1973.               | 3:36 |
| 9.  | »Zero and Blind Terry«                | 914 Sound Studios, 28. lipnja 1973.               | 5:59 |
| 10. | »Linda Let Me Be the One«             | The Record Plant u New Yorku, 28. lipnja 1975.    | 4:29 |
| 11. | »Thundercrack«                        | 914 Sound Studios, 28. lipnja 1973.               | 8:30 |
| 12. | »Rendezvous«                          | The Record Plant (LA Remote) (uživo)              | 2:53 |
| 13. | »Give the Girl a Kiss«                | The Record Plant u New Yorku, 10. studenog 1977.  | 3:57 |
| 14. | »Iceman«                              | The Record Plant u New Yorku, 27. listopada 1977. | 3:20 |
| 15. | »Bring on the Night«                  | The Power Station, 13. lipnja 1979.               | 3:57 |
| 16. | »So Young and in Love«                | The Record Plant u New Yorku, 6. siječnja 1978.   | 3:51 |
| 17. | »Hearts of Stone«                     | The Record Plant u New Yorku, 14. listopada 1977. | 4:33 |
| 18. | »Don't Look Back«                     | The Record Plant u New Yorku, 2. srpnja 1977.     | 3:00 |

| 1.  | »Restless Nights«                         | The Power Station, 11. travnja 1980.           | 3:49 |
| 2.  | »A Good Man Is Hard to Find (Pittsburgh)« | The Power Station, 5. svibnja 1982.            | 3:19 |
| 3.  | »Roulette«                                | The Power Station, 3. travnja 1979.            | 3:57 |
| 4.  | »Dollhouse«                               | The Power Station, 21. kolovoza 1979.          | 3:36 |
| 5.  | »Where the Bands Are«                     | The Power Station, 9. listopada 1979.          | 3:47 |
| 6.  | »Loose Ends«                              | The Power Station, 18. srpnja 1979.            | 4:05 |
| 7.  | »Living on the Edge of the World«         | The Power Station, 7. prosinca 1979.           | 4:21 |
| 8.  | »Wages of Sin«                            | The Power Station, 10. svibnja 1982.           | 4:56 |
| 9.  | »Take 'em as They Come«                   | The Power Station, 10. travnja 1980.           | 4:32 |
| 10. | »Be True«                                 | The Power Station, 21. srpnja 1979.            | 3:43 |
| 11. | »Ricky Wants a Man of Her Own«            | The Record Plant u New Yorku, 16. lipnja 1979. | 2:49 |
| 12. | »I Wanna Be With You«                     | The Power Station, 31. svibnja 1979.           | 3:25 |
| 13. | »Mary Lou«                                | The Power Station, 30. svibnja 1979.           | 3:24 |
| 14. | »Stolen Car«                              | The Power Station, 26. srpnja 1979.            | 4:33 |
| 15. | »Born in the U.S.A.«                      | Thrill Hill Recording, siječanj 1982.          | 3:13 |
| 16. | »Johnny Bye-Bye«                          | Thrill Hill Recording, siječanj 1983.          | 1:54 |
| 17. | »Shut Out the Light«                      | Thrill Hill Recording, siječanj 1983.          | 3:51 |

| 1.  | »Cynthia«                       | The Hit Factory, 20. travnja 1983.  | 4:17 |
| 2.  | »My Love Will Not Let You Down« | The Hit Factory, 5. svibnja 1982.   | 4:28 |
| 3.  | »This Hard Land«                | The Hit Factory, 11. svibnja 1982.  | 4:52 |
| 4.  | »Frankie«                       | The Hit Factory, 14. svibnja 1982.  | 7:26 |
| 5.  | »TV Movie«                      | The Hit Factory, 13. lipnja 1983.   | 2:48 |
| 6.  | »Stand on It«                   | The Hit Factory, 16. lipnja 1983.   | 3:09 |
| 7.  | »Lion's Den«                    | The Hit Factory, 25. siječnja 1982. | 2:21 |
| 8.  | »Car Wash«                      | The Hit Factory, 31. svibnja 1983.  | 2:10 |
| 9.  | »Rockaway the Days«             | The Hit Factory, 3. veljače 1984.   | 4:45 |
| 10. | »Brothers Under the Bridges«    | The Hit Factory, 4. rujna 1983.     | 5:10 |
| 11. | »Man at the Top«                | The Hit Factory, 12. siječnja 1984. | 3:26 |
| 12. | »Pink Cadillac«                 | The Hit Factory, 31. svibnja 1983.  | 3:38 |
| 13. | »Two for the Road«              | The Hit Factory, veljača 1987.      | 2:02 |
| 14. | »Janey, Don't You Lose Heart«   | The Hit Factory, 16. lipnja 1983.   | 3:29 |
| 15. | »When You Need Me«              | The Hit Factory, 20. siječnja 1987. | 2:59 |
| 16. | »The Wish«                      | The Hit Factory, 22. veljače 1987.  | 5:20 |
| 17. | »The Honeymooners«              | The Hit Factory, 22. veljače 1987.  | 2:09 |
| 18. | »Lucky Man«                     | The Hit Factory, 4. travnja 1987.   | 3:30 |

| 1.  | »Leavin' Train«             | Oceanway Studios, Los Angeles, 27. veljače 1990.  | 4:09 |
| 2.  | »Seven Angels«              | Oceanway Studios, Los Angeles, 29. lipnja 1990.   | 3:30 |
| 3.  | »Gave It a Name«            | Thrill Hill Recording, 24. kolovoza 1998.         | 2:53 |
| 4.  | »Sad Eyes«                  | Soundworks West, Los Angeles, 25. siječnja 1990.  | 3:52 |
| 5.  | »My Lover Man«              | Soundworks West, Los Angeles, 4. prosinca 1990.   | 4:01 |
| 6.  | »Over the Rise«             | Soundworks West, Los Angeles, 7. prosinca 1990.   | 2:42 |
| 7.  | »When the Lights Go Out«    | The Record Plant, Los Angeles, 6. prosinca 1990.  | 3:09 |
| 8.  | »Loose Change«              | The Record Plant, Los Angeles, 31. siječnja 1991. | 4:24 |
| 9.  | »Trouble in Paradise«       | Soundworks West, Los Angeles, 1. prosinca 1989.   | 4:45 |
| 10. | »Happy«                     | A & M Studios, Los Angeles, 18. siječnja 1992.    | 4:56 |
| 11. | »Part Man, Part Monkey«     | Soundworks West, Los Angeles, siječanj 1990.      | 4:33 |
| 12. | »Goin' Cali«                | A & M Studios, Los Angeles, 29. siječnja 1991.    | 3:06 |
| 13. | »Back in Your Arms«         | The Hit Factory, 12. siječnja 1995.               | 4:44 |
| 14. | »Brothers Under the Bridge« | Thrill Hill Recording, 22. svibnja 1995.          | 4:55 |